# Ansonia latidisca
Ansonia latidisca és una espècie d'amfibi que viu a Malàisia i Indonèsia. Està amenaçada d'extinció per la pèrdua del seu hàbitat natural.